# Abundancia (ecología)

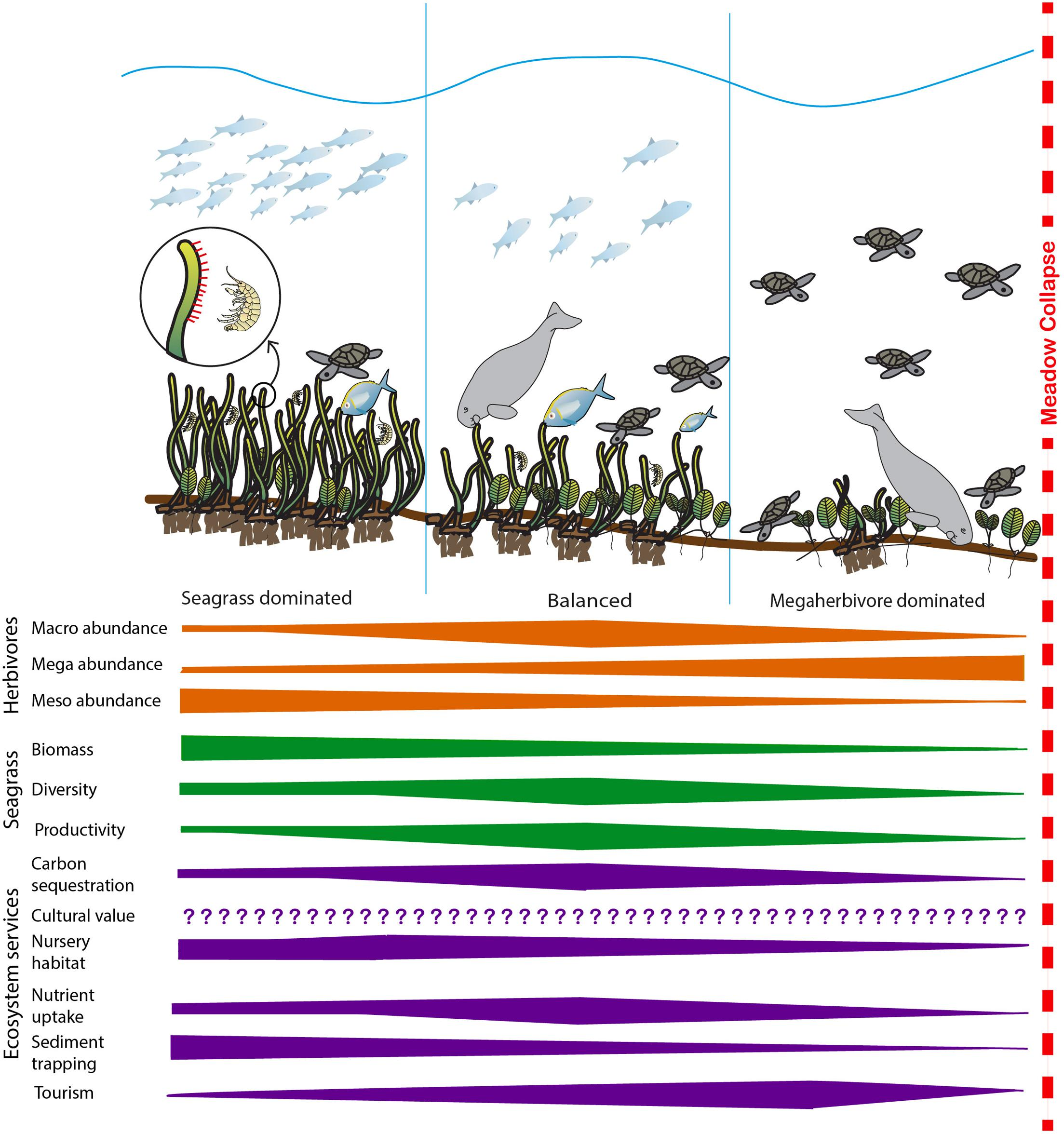
Efecto de abundancia ecológica.

En ecología, la abundancia local es la representación relativa de una especie en un ecosistema particular. Por lo general, se mide como el número de individuos encontrados por muestra. La relación de abundancia de una especie a una o varias especies que viven en un ecosistema se conoce como abundancia relativa de especies. Ambos indicadores son relevantes para calcular la biodiversidad. 
Se utiliza una variedad de métodos de muestreo para medir la abundancia. Para animales más grandes, estos pueden incluir recuentos de reflectores, recuentos de seguimiento y recuentos de accidentes de tránsito, así como presencia en estaciones de monitoreo. En muchas comunidades de plantas, la abundancia de especies de plantas se mide por la cubierta vegetal, es decir, el área relativa cubierta por diferentes especies de plantas en una pequeña parcela. La abundancia se expresa en términos más simples al identificar y contar a cada individuo de cada especie en un sector determinado. Es común que la distribución de las especies esté sesgada de modo que algunas especies ocupen la mayor parte de los individuos recolectados.
La abundancia relativa de especies se calcula dividiendo el número de especies de un grupo por el número total de especies de todos los grupos. 

## Ecología comunitaria
Estas medidas son parte de la ecología comunitaria. Comprender los patrones dentro de una comunidad es fácil cuando la comunidad tiene un número relativamente bajo de especies. Sin embargo, la mayoría de las comunidades no tienen un bajo número de especies. La medición de la abundancia de especies permite comprender cómo se distribuyen las especies dentro de un ecosistema. Por ejemplo, las marismas de agua salada tienen una afluencia de agua de mar, lo que hace que solo unas pocas especies que estén adaptadas para poder sobrevivir en agua salada y dulce sean abundantes. Inversamente en los humedales sin litoral, la abundancia de especies se distribuye de manera más uniforme entre las especies que viven dentro del humedal. 
En la mayoría de los ecosistemas en los que se ha calculado la abundancia, a menudo solo abunda un pequeño número de especies, mientras que un gran número es bastante raro. Estas especies abundantes son a menudo generalistas, y muchas especies raras son especialistas. La alta densidad de una especie en múltiples localidades generalmente conducirá a que sea relativamente abundante sobre todo en un ecosistema. Por lo tanto, la alta abundancia local puede estar directamente relacionada con una alta distribución regional. Es probable que las especies con alta abundancia tengan más descendencia y, a su vez, es más probable que colonicen un nuevo sector del ecosistema que una especie que sea menos abundante. Así comienza un ciclo de retroalimentación positiva que conduce a una distribución de especies en la que unas pocas "especies centrales" están ampliamente extendidas, y las otras especies son restringidas y escasas, conocidas como especies satélite.

## Distribución de abundancia de especies
La distribución de abundancia de especies (SAD) es uno de los principales usos de esta medición. La SAD es una medida de cuán comunes o raras son las especies dentro de un ecosistema. Esto permite a los investigadores evaluar cómo se distribuyen las diferentes especies en un ecosistema. La SAD es una de las mediciones más básicas en ecología y se usa con mucha frecuencia, por lo tanto, se han desarrollado muchos métodos diferentes de medición y análisis. 

## Medición
Existen varios métodos para medir la abundancia. Un ejemplo de esto son las calificaciones de abundancia semicuantitativa. Estos son métodos de medición que implican una estimación basada en la visualización de un área específica de un tamaño designado. Las dos clasificaciones de abundancia semicuantitativa utilizadas se conocen como DAFOR y ACFOR 
La escala ACFOR es la siguiente: 
- A - La especie observada es "Abundante" dentro del área dada.
- C - La especie observada es "Común" dentro del área dada.
- F - La especie observada es "Frecuente" dentro del área dada.
- O - La especie observada es "Ocasional" dentro del área dada
- R - La especies observada es "Rara" dentro del área dada.

Escala DAFOR: 
- D - La especie observada es "Dominante" en un área determinada.
- A - La especie observada es "Abundante" en un área determinada.
- F - La especie observada es "Frecuente" en un área determinada.
- O - La especie observada es "Ocasional" en un área determinada.
- R - La especie observada es "Rara" en un área determinada.

Estos métodos son excelentes para obtener una estimación aproximada de la abundancia de especies en un área designada (cuadrante). Sin embargo, no son medidas exactas ni objetivas. Por lo tanto, si se dispone de otro método para medir la abundancia, debe usarse. Esto conducirá a datos más útiles y cuantificables.